# Lajkonik

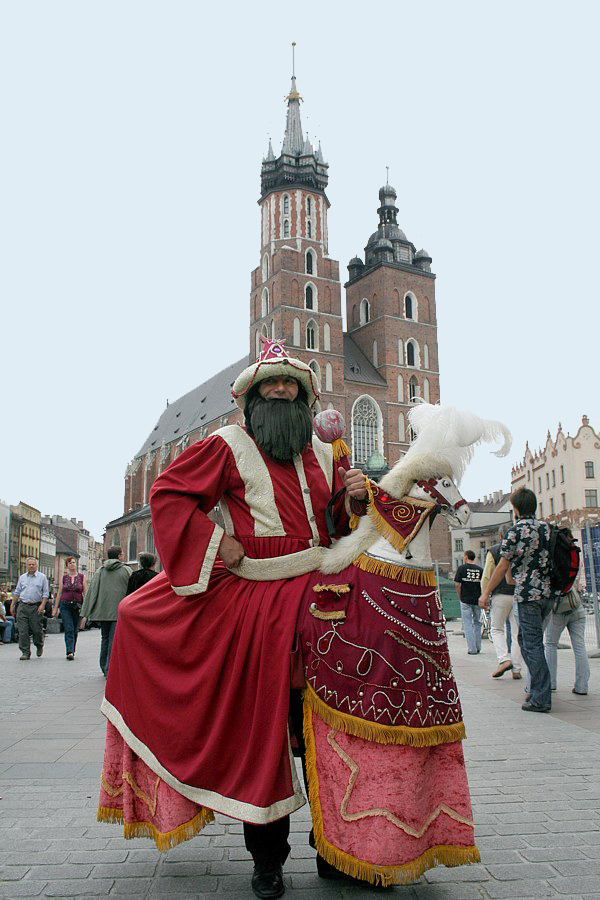
Lajkonik trước Nhà thờ Thánh Mary

Lajkonik là một trong những biểu tượng không chính thức của thành phố Kraków, Ba Lan. Nó được thể hiện với hình ảnh một người đàn ông có râu giống như một người Tatar trong chiếc mũ nhọn đặc trưng, mặc trang phục Mongol, với một con ngựa gỗ quanh eo (ngựa hobby). Đây là chủ đề của Lễ hội Lajkonik (tiếng Ba Lan: Lajkoniki) diễn ra mỗi năm vào thứ Năm đầu tiên sau ngày lễ tôn giáo Corpus Christi.

## Gốc
Nguồn gốc của Lajkonik là không chắc chắn, nhưng có một số câu chuyện phổ biến liên quan đến sự phổ biến của nó. Một số người nghĩ rằng nó bắt nguồn từ thời tiền Kitô giáo khi người ta tin rằng vào mùa xuân, một con ngựa sẽ mang lại may mắn và năng suất cây trồng cao.
Những câu chuyện khác được liên kết từ thế kỷ 13, khi thành phố bị tấn công trong cuộc xâm lược của người Mông Cổ ở Ba Lan. Một, có khả năng là câu chuyện phản tác dụng, nói rằng người dân Kraków đã đẩy lùi thành công cuộc xâm lược Tatar. Bởi vì họ đã giết một trong những thủ lĩnh, một người Tatar Hãn, những người bảo vệ chiến thắng mặc quần áo của người Hãn và đắc thắng cưỡi ngựa vào thành phố.
Một phiên bản khác ghi lại rằng người Tatar đến cổng thành vào ban đêm vào năm 1287, nhưng đã chọn không tấn công thành phố cho đến sáng và thay vào đó cắm trại dọc theo Vistula. Một số người dân địa phương vận chuyển gỗ trên sông đã nhìn thấy họ và quyết định chơi một trò đùa trên thành phố. Họ bước vào cổng thành và mặc quần áo giống như người Tatar trên những con ngựa đang cố gắng dọa mọi người nghĩ rằng cổng bị phá vỡ. Trước sự giải vây của người dân thành phố, danh tính thực sự của họ đã sớm được phát hiện và sự nổi tiếng của vụ việc đã khiến thị trưởng tuyên bố đây là một lễ kỷ niệm hàng năm.

## Lịch sử
"Vào Thứ Tư Lễ Tro, ngày 10 tháng 3 năm 1241, người Tatar tàn phá Sandomierz và băng qua Vistula đến Kraków. Các công tước của Sandomierz và Opole đã tham gia trận chiến một thời gian ngắn trước khi rút lui. Tại Legnica, công tước Silesian Henry II the Pious, chặn đứng quân xâm lược chỉ để tiêu diệt họ cùng với các hiệp sĩ của mình... Người Tatar trở lại tàn phá miền nam Ba Lan một lần nữa vào năm 1259 và 1287 và mối đe dọa mà họ đặt ra thống trị đời sống chính trị và tôn giáo ở trung tâm và Đông Âu trong 200 năm tới... Trong văn hóa dân gian khu vực, người Tatar đảm nhận vị trí của bogeyman, khi đám rước Kraków Corpus Christi "Lajkonik" với hình ảnh đầy màu sắc " 

## Lễ hội

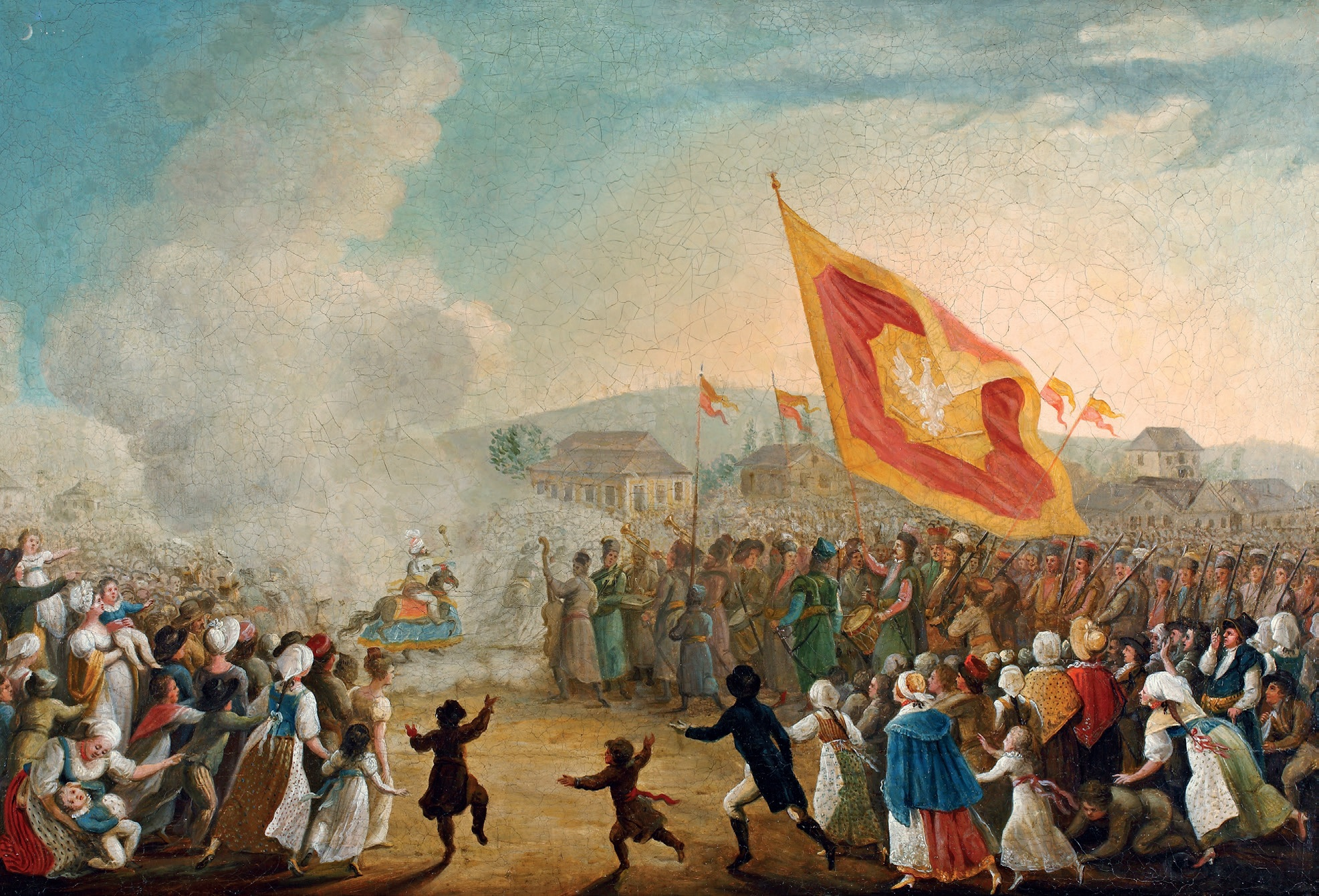
Bức tranh về lễ kỷ niệm Lajkonik từ năm 1818 của Michał Stachowicz

Dù bắt nguồn từ đâu, thành phố vẫn tiếp tục truyền thống với một lễ hội diễn ra vào tháng 6 hàng năm trong 700 năm qua. Lajkonik là người đàn ông ăn mặc như một chiến binh từ phía đông. Ông cưỡi một con ngựa trắng đang nhảy múa trên đường phố từ Tu viện Premonstratensian (Norbertine) ở Zwierzyniec đến Quảng trường chính. Những người mặc trang phục dân gian truyền thống đi cùng ông trong khi những người khác được tô điểm bởi trang phục phương Đông và cầm phù hiệu đuôi ngựa trên tay. Đoàn rước đi qua những con đường lịch sử trong thành phố, theo sau là các nhạc sĩ, trẻ em và những người vui chơi. Trên đường đi, Lajkonik chạm vào khán giả bằng cây chùy vàng của mình và thu tiền cho khoản tiền chuộc truyền thống. Được chạm vào cây gậy của Lajkonik được cho là sẽ mang lại nhiều may mắn. Tại Quảng trường Chợ, thị trưởng của thành phố đang chờ Lajkonik với một đống tiền chuộc và chén thánh mà họ làm bánh mì nướng cho phúc lợi của Kraków và cư dân ở đây. Âm nhạc và các chương trình khiêu vũ tiếp tục diễn ra ở phía trước Hội trường Tháp cổ tại Quảng trường chính.

## Mỗi ngày
Một số nhóm dân gian Ba Lan sử dụng hình Lajkonik trong các buổi biểu diễn của họ. Trang phục của Lajkonik cũng được mặc bởi những người cải trang đường phố, những người xảy ra như một điểm thu hút khách du lịch. Tuy nhiên, Lajkonik thực sự chỉ là người được thể hiện trong lễ hội vào thứ Năm đầu tiên sau ngày Corpus Christi.
Có rất nhiều đồ lưu niệm và các mặt hàng nghệ thuật dân gian mô tả hình ảnh của Lajkonik.
Lajkonik nổi tiếng đến mức cái tên này đã trở thành cái tên thương mại cho nhiều sản phẩm được bán ở Ba Lan và ở tận nước ngoài, bao gồm các khách sạn (), đồ ăn nhẹ ().
Lajkonik cũng là tên của một thương hiệu của các nhà sản xuất đồ ăn nhẹ ở Ba Lan có trụ sở tại Skawina.

## Nhóm nhảy Lajkonik Ba Lan
Có rất nhiều nhóm nhảy dân gian ở Ba Lan được đặt tên theo Lajkonik. Tại Hoa Kỳ, hai nhóm có trụ sở tại Tucson và Chicago cũng đã áp dụng tên của nhân vật dân gian. Có một điệu nhảy tại Tây Sydney, Úc được gọi là Lajkonik.